# Іспільщина
Іспольщина — різновид скіпщини, при якій орендна плата становила половину врожаю. Для іспільщини (на відміну здольщини) характерні деякі елементи капіталістичної оренди: селянин-орендар крім своєї праці вкладає у господарство і частину власних коштів, а землевласник крім землі — іншу частину коштів вигляді насіння, інвентарю чи робочого худоби. Іспольщина — форма селянської напівфеодальної оренди землі, перехідна форма організації сільського господарства від феодалізму до капіталізму.